# Slave Chaîne International
Slave Chaîne International (SCI) est une chaîne de télévision ukrainienne.

## Histoire de la chaîne
Slave Chaîne International a été créé en 14 décembre 1994 par Ivanenko V. A. et Ivanenko V. V. et est contrôlée Ivanenko V. V. La chaîne émet depuis en 15 ans 12 septembre 2008.
La première expérience de diffusion directe par satellite depuis un ancien territoire de l'URSS était une diffusion expérimentale de la RSS d'Ukraine du «Slave Chaîne International». La diffusion permanente de la chaîne a débuté le 12 septembre 2008.
Pendant plusieurs années la chaîne a émis grâce aux financements de son propriétaire. Cependant, les tentatives d'attirer des financements supplémentaires pour le développement ultérieure de la chaîne n'ont pas abouti, en conséquence de quoi  en décembre 2013 la diffusion du «Slave Chaîne International» a été suspendu.